# Der Viererzug
Der Viererzug ist ein österreich-ungarisch-deutscher Stummfilm von 1917. Regie führte Carl Wilhelm.

## Handlung
Der Viererzug, das sind die vier Töchter des Gutsbesitzers Franz Habermann, die mit ihrem Vater auf einem prächtigen Landsitz vor den Toren Wiens residieren. Der Herr im Hause langweilt sich zu Tode und fühlt sich von seinem Nachwuchs, der ausgiebig dem Jagdsport frönt, sich dem Tennisspiel widmet oder im Galopp hoch zu Ross die Gegend unsicher macht, vernachlässigt. Im Viermäderlhaus fühlt sich der zunehmend gereizte Vater nicht mehr ausgefüllt, und so kommt ihm der Ratschlag seines Grundstücksnachbarn, Maximilian von Stieglitz, gerade recht, als dieser vorschlägt, er solle doch nach Wien gehen. Dort solle er kräftig einen draufmachen, so dass er bei der Heimkehr die Stille und Ausgeglichenheit der Landluft umso mehr zu schätzen wisse. Der Gedanke verleiht Habermann regelrecht Flügel. Auch Maximilians Neffe Heinrich, ein Mann im besten Heiratsalter, ist Feuer und Flamme, hofft er doch auf diese Weise, dem von ihm heiß und innig verehrten „Viererzug“ auf diese Weise ein wenig näher zu kommen. Doch der strenge Onkel legt ein klares Veto ein, und so nimmt der ebenso sanfte wie geknickte Heinrich Abschied von den vier jungen Damen, die ihm versprechen, wenigstens eine Ansichtskarte zu schicken.
In Wien angekommen, residieren die sechs Wien-Reisenden – Franz, Maxmilian und der Viererzug – im schicken Hotel Vindobona. Dort ist auch die elegante Witwe Adelheid von Mayburg abgestiegen, wegen ihres exquisiten Kleidergeschmacks kurz „Die Modekönigin“ genannt. Franz Habermann ist sofort Feuer und Flamme von ihr und froh, dass die Dame auch seinen Töchtern gefällt, da diese sie in die Welt der Mode einführt. Während am folgenden Abend Frau von Mayburg und der Viererzug die Oper besuchen, gehen Maximilian und Franz zum Heurigen in das Künstlerlokal „Alte Welt“ und verbringen dort einen weinseligen Abend. Daheim hat Heinrich sich in sein Ökonomiestudium vertieft, bekommt angesichts der eingetroffenen Ansichtskarte aus Wien aber Sehnsucht nach der Damenwelt der Habermanns und macht sich, mit drei armseligen Kronen in der Tasche, auf den Weg in die k.u.k.-Metropole. Derart blank, bittet er die Habermann-Mädels auf ein Rendezvous im Stadtpark. Adelheid ist als Anstandswauwau gleichfalls zugegen und verspricht Heinrich, auf seinen gestrengen Onkel Maximilian mildernd einzuwirken.
Aus diesem Grunde lädt Frau von Mayburg Maximilian von Stieglitz am nächsten Tag zu sich ein. Da ihr bereits gelungen ist, angesichts der enormen Geldausgaben für neue Kleider der vier Schwestern Habermann zu beruhigen, legt sie bei von Stieglitz wiederum ein gutes Wort für Heinrich ein. Der verspricht ihr nur eins: ihn nicht gleich bei nächster Gelegenheit totzuschlagen. Allesamt begeben sich nunmehr zu einer anstehenden Wiener Modeschau, wo sich Maximilian sogleich als Conferencier versucht. Es folgen Laufstegszenen, die die Modeentwicklung im Laufe der Jahrzehnte dokumentieren sollen. Anschließend bittet der Präsident der Modenschau zu einem ausgiebigen Umtrunk. Die Feier endet schließlich mit der Verkündung der Verlobung aller Viererzug-Mädels mit drei Herren aus dem Modeschau-Komitee. Das Habermann-Nesthäkchen aber kann Herz und Hand von Heinrich gewinnen. Auch der alte Habermann bleibt nicht allein zurück und wird schließlich Frau von Mayburg heimführen. So hat jeder Topf seinen Deckel gefunden.

## Produktionsnotizen
Der Viererzug, auch manchmal ohne Artikel genannt, entstand zum Jahreswechsel 1916/17 und erlebte seine Uraufführung am 19. März 1917 im Wiener Urania-Kino. Die Länge des Dreiakters mit Vorspiel betrug etwa 1300 Meter, es existierte auch eine auf 973 Meter heruntergekürzte Version.

## Kritik
„Eine heitere Handlung voll sprühenden Humors, eine ausgezeichnete, künstlerische Darstellung seitens hervorragender Bühnenschauspieler, eine glänzende Regie und tadellose Photographie sind die besonderen Vorzüge dieses Films.“